# Aldeanueva de la Sierra
Aldeanueva de la Sierra é um município da Espanha na província de Salamanca, comunidade autónoma de Castela e Leão, de área 14,34 km² com população de 117 habitantes (2004) e densidade populacional de 8,16 hab/km².

## Demografia
| Variação demográfica do município entre 1991 e 2004 | Variação demográfica do município entre 1991 e 2004 | Variação demográfica do município entre 1991 e 2004 | Variação demográfica do município entre 1991 e 2004 |
| --------------------------------------------------- | --------------------------------------------------- | --------------------------------------------------- | --------------------------------------------------- |
| 1991                                                | 1996                                                | 2001                                                | 2004                                                |
| 109                                                 | 103                                                 | 121                                                 | 117                                                 |